# Rivière Andrieux
Rivière Andrieux är ett vattendrag i Kanada.   Det ligger i provinsen Québec, i den östra delen av landet, 600 km nordost om huvudstaden Ottawa.
I omgivningarna runt Rivière Andrieux växer i huvudsak barrskog. Trakten runt Rivière Andrieux är nära nog obefolkad, med mindre än två invånare per kvadratkilometer.